# Coupe de l'Amitié
Pour la coupe à café valdôtaine, voir Coupe de l'amitié
La Coupe de l’Amitié est une ancienne compétition de football, qui regroupait plusieurs clubs européens. Elle fut organisée entre 1959 et 1968, généralement durant le mois de juin.

## Fonctionnement
Créée en 1959, elle oppose durant les cinq premières années plusieurs clubs français et italiens. De 1959 à 1961, chaque club dispute deux matches aller-retour contre une équipe du pays adverse, et marque en fonction de son résultat des points pour sa nation. Une victoire rapporte deux points, un match nul un point.
De 1961 à 1963, la formule de la coupe a évolué, prenant l'aspect d'une compétition à élimination directe, toujours en deux manches. L'origine des clubs reste inchangée.
Abandonnant ce fonctionnement en 1963, la coupe oppose jusqu'à 1965 deux clubs prestigieux, la Juventus et le Real Madrid. Ces deux équipes s'affrontent en deux matches, et le vainqueur des deux oppositions est déclaré vainqueur du tournoi.
Enfin, pour ses deux dernières éditions, la Coupe de l’Amitié a vu s'affronter six clubs italiens et suisses, qui à la manière d'un mini-championnat s'opposent les uns aux autres une seule fois. Le premier du classement se voit adjuger la coupe.

## Éditions
| Date      | Vainqueur | Score | Finaliste   | Détails |
| 1959      | Italie    | 14-6  | France      |         |
| 1960      | Italie    | 41-23 | France      |         |
| 1961      | Italie    | 22-18 | France      |         |
| 1962      | RC Lens   | 3-2   | Torino FC   |         |
| 1963      | Genoa CFC | 2-1   | Milan AC    |         |
| 1963-1965 | Juventus  | 5-4   | Real Madrid |         |

| Date | Vainqueur    | Détails |
| 1967 | Brescia      |         |
| 1968 | SPAL Ferrara |         |